# Nigríta
Nigríta (Nigrita) är en kommunhuvudort i Grekland.   Den ligger i prefekturen Nomós Serrón och regionen Mellersta Makedonien, i den nordöstra delen av landet, 300 km norr om huvudstaden Aten. Nigríta ligger 78 meter över havet och antalet invånare är 4 947.
Terrängen runt Nigríta är platt åt nordost, men åt sydväst är den kuperad. Runt Nigríta är det glesbefolkat, med 17 invånare per kvadratkilometer. Nigríta är det största samhället i trakten. I omgivningarna runt Nigríta växer i huvudsak blandskog.